# Frisinga
Frisinga (in tedesco Freising) è una città della Germania, in Baviera e capoluogo dell'omonimo circondario. La città conta una popolazione di circa 50 000 abitanti e si trova a circa 30 km a nord di Monaco, sulle rive del fiume Isar.
A pochi chilometri di distanza dalla città sorge l'aeroporto di Monaco di Baviera. Chiunque sia partito o atterrato all'aeroporto di Monaco ha visto la città e le due sue famose colline: la prima, che ospita l'abbazia dell'arcidiocesi di Monaco e Frisinga, e la seconda (Abbazia di Weihenstephan) con il campus universitario e la più antica fabbrica di birra del mondo ancora esistente e in attività.

## Storia
Frisinga è uno dei più antichi insediamenti umani della Baviera ed ha acquisito importanza diventando il maggior centro religioso della regione nell'alto Medioevo. Era ed è tuttora la sede di un'importante arcidiocesi. San Corbiniano si insediò in un tempio preesistente nella città nel 724. Egli fu quindi il precursore dell'attuale diocesi, ufficializzata dopo la sua morte da San Bonifacio. La legenda narra che il santo ordinò ad un orso di trasportare il suo bagaglio al di là delle Alpi dopo che questo gli aveva ucciso il cavallo. Per questo il simbolo della città è ancora l'orso con in groppa un bagaglio. L'orso di san Corbiniano compare nello stemma di papa Benedetto XVI.

### Cronologia
- 764-783:Il vescovo Arbeo fondò una libreria e uno scriptorium nell'abbazia. Da questo momento il luogo divenne un importante centro religioso.
- Nel 996 Frisinga ricevette i diritti di città dall'imperatore Ottone III. Tuttavia, a soli 40 km più a sud, stava sorgendo Monaco di Baviera e intorno al 1150 Frisinga iniziò a perdere la sua importanza economica.

- Nel 1159 fu costruita la cattedrale romanica. Con il processo di secolarizzazione del 1803 la Chiesa cattolica perse gran parte della sua importanza e autorità sulla città.
- Dal 900 al 1200 nell'abbazia della città videro la luce alcuni importanti documenti storici, come un manoscritto in sloveno che è la prima testimonianza scritta di una lingua slava e la Cronaca o storia delle due città, scritta da Ottone di Frisinga. Oggi questi ed altri scritti sono custoditi nella Bayerische Staatsbibliothek (Biblioteca di stato della Baviera) a Monaco di Baviera.

## Monumenti e luoghi d'interesse
- Duomo di Frisinga, notevole chiesa gotica barocchizzata nel 1724 in stile rococò ad opera dei fratelli Asam (Cosmas Damian ed Egid Quirin).